# Vigilanti cura
Mit der Enzyklika Vigilanti  cura (lat.: Mit wachsamer Sorge) über die Lichtspiele, vom 29. Juni 1936, hat Papst Pius XI. darauf hingewiesen, dass der Film auch für die religiöse Bildung ein ernstzunehmendes Hilfsmittel sei. 

## Inhaltsübersicht
- Einleitung
- Die Kunst hat eine wesentliche Aufgabe zu erfüllen
- Kreuzzug für die öffentliche Sittlichkeit durch die Legion of Decency
- Die Filmkunst muss sich zu der Höhe des christlichen Gewissens erheben
- Worin soll eine notwendige Überwachung bestehen?
- Schlusswort und Segen

## Nutzung eines neuen Mediums
Diese Enzyklika war für die katholische Kirche das Signal, sich der kirchlichen Filmarbeit zuzuwenden. So stellt Pius XI. allgemein fest: 

„Der Film braucht nicht ein bloßes Vergnügen zu sein, er braucht nicht nur nichtige und müßige Stunden auszufüllen, er kann und muss mit seinen positiven Wirkungen Bildungsmittel werden und positiv zum Guten führen.“

 Der Papst warnt aber auch vor „den üblen Wirkungen unmoralischer Filme“ und hebt gleichzeitig „den Wert des Unterhaltungsfilmes“ hervor. Er fordert auch die Auseinandersetzung mit dem neuen Medium und wendet sich gegen Schund und Unmoral. Seine Warnung vor verwerflichen Filmen hat die katholische Filmarbeit lange geprägt.

## Soziales Kommunikationsmittel
Die Kirche erkannte mit diesem Schreiben ein neues soziales Kommunikationsmittel und räumte ihm große Bedeutung ein. Diese Erkenntnis kommt später  in verschiedenen Dokumenten zum Ausdruck. Kommunikation wird als Geschenk Gottes verstanden, sie sei ein soziales Mittel für die innerkirchliche Verständigung wie auch für die der Kirche mit der Welt.

## Wachsamkeit
Aufgrund der Erfahrungen der amerikanischen Katholiken mit der Legion of Decency äußert sich der Papst zu grundsätzlichen Überlegungen, er gab aber auch Vorschläge für die Praxis: 

„Es gehört also zu den dringlichsten Aufgaben unserer Zeit zu wachen und zu wirken, dass der Film nicht ferner eine Schule der Verführung sei, sondern dass er sich umgestalte in ein wertvolles Mittel der Erziehung und Erhebung der Menschheit.“

 In seinem Rundschreiben erinnerte der Papst an frühere Anmerkungen zum Film. Pius XI. erinnert auch daran, dass er den Film „das große Geschenk der Kunst“ genannt habe. Er müsse dem Gesetz der Moral folgen. Er schlägt daher die Veröffentlichung von regelmäßig erscheinenden und sorgfältig hergestellten Listen vor. Wegen der wechselnden Lebensbedingungen, Sitten und Gebräuche in den verschiedenen Ländern müsse für jede Nation eine eigene Einordnung erstellt werden. In jedem Land sollten daher die Bischöfe ein permanentes nationales Revisionsbüro schaffen. Dieses sollte die Aufgaben erhalten, gute Filme zu fördern, alle Filme zu klassifizieren und deren Beurteilung zu veröffentlichen.

## Filmkontrolle
Diese Enzyklika führte in vielen Ländern zur Einrichtung von katholischen Filmbüros und Filmzeitschriften. So griffen auch die Statuten der Päpstlichen Filmkommission von 1952 auf diese Enzyklika zurück: 

„Die Päpstliche Filmkommission enthält sich im allgemeinen positiver oder negativer Urteile über Manuskripte oder Filmstreifen. Sie verlässt sich hierin, gemäß den Absichten des Apostolischen Schreibens Vigilanti cura auf die zuständigen nationalen Zentren, die durch den Episkopat in den einzelnen Ländern eingerichtet worden sind.“